# Strongylidiidae
Famille
Les Strongylidiidae sont une famille de Ciliés de la classe des Hypotrichea (ou des Spirotrichea) et de l’ordre des Stichotrichida.

## Étymologie
Le nom de la famille vient du genre type Strongylidium, dérivé du grec ancien στρογγ / strong, « arrondir » (et non de l'anglais strong, fort), lui-même issu du grec ancien στρογγύλος / strongýlos, « arrondi, cylindrique », en référence à la forme générale de ce cilié.

## Description
Kahl (1932) a défini Strongylidium comme un genre avec deux rangées de cirres marginales disposées en spirale et deux rangées de cirres ventrales en spirale, une courte extrémité postérieure du corps en forme de queue ou aiguë et aucun cirre transversal,. Kahl voit dans le genre Strongylidium un lien entre les genres Uroleptus (famille des Rigidothrichidae) et Stichotricha (famille des Spirofilidae).

## Distribution
Strongylidium est un genre marin et d'eau douce qui a rarement été observé. En 2018 deux nouvelles espèces ont été découvertes et étudiées en Chine : Strongylidium guangdongense et Strongylidium wuhanense respectivement dans une mangrove de la réserve naturelle de Shenzhen et un étang d'eau douce du jardin botanique de Wuhan.

## Liste des genres
Selon GBIF (15 mars 2023) :
- Strongylidium Sterki, 1878

Selon The Taxonomicon (15 mars 2023) :
- Parastrongylidium Fleury & Fryd-Versavel, 1984[1985]
- Urostrongylidium Kahl, 1932

## Systématique
Le nom valide de ce taxon est Strongylidiidae Faure-Fremiet, 1961.